# ペイトン・ランドルフ
ペイトン・ランドルフ（英: Peyton Randolph、1721年9月10日 - 1775年10月22日）は、アメリカ植民地時代の初代大陸会議議長である。1774年9月5日から10月22日までと、アメリカ独立戦争が始まった1775年5月10日から23日まで同職を務めた。後任はヘンリー・ミドルトンであった。

## 生い立ち
ランドルフはバージニア植民地で生まれた。父親はジョン・ランドルフ卿、母親はスザンナ・ビバリーであった。祖父はウィリアム・アンド・メアリー大学の創設者の一人ウィリアム・ランドルフであり、祖先を辿れば特に母方の方に多く王室や高貴な存在に行き着いた。エルサレム王ジャン・ド・ブリエンヌ、非嫡出子としてアンジュー伯ジョフロワ5世、イングランド王ヘンリー2世、ヘンリー3世、ジョン、フランス王ルイ8世、イングランド王エドワード1世、エドワード3世およびカスティーリャ王ペドロ1世、さらにエルサレム王ギー・ド・リュジニャン、エルサレムとキプロス王アマルリク2世である。
ランドルフはウィリアム・アンド・メアリー大学に通い、後にロンドンの法曹院であるミドル・テンプルで法律を学び、1743年に法廷弁護士の1員となった。ランドルフはウィリアムズバーグに戻り、翌年バージニア植民地の検事総長に指名された。

## 政界
ランドルフは1748年からバージニア植民地議会議員を数期務めた。検事総長と議会議員の両方を務めることは、1751年に大きなあつれきを生むことになった。
新知事ロバート・ディンウィディが土地の特許の認証に対する手数料を課そうとしたが、議会が強く反発した。議会はランドルフを選んでロンドンの当局に訴えることにした。しかし、検事総長としてのランドルフは知事の政策を守る立場でもあった。ランドルフはディンウィディの反対を押し切ってロンドンに向かったので、一時期検事総長職を更迭された。ランドルフはロンドンの高官の要請で帰国後に復職し、その高官は知事に手数料を撤回することを勧めた。
1765年ランドルフは新人議員パトリック・ヘンリーと印紙法に対する対処法で対立することになった。議会はランドルフを指名して印紙法に対する反対意見書を起草させたが、ランドルフの保守的な案はヘンリーがその提出した7つのバージニア印紙法決議案のうち5つを通過させた時に無駄になった。このことは議員がほとんど欠席していた議会で、しかも議長不在でランドルフが議事を進行している時になされた。
ランドルフは1766年に検事総長を辞任した。イギリスと植民地の摩擦が強くなると、ランドルフは独立志向になっていった。1769年、タウンゼンド諸法に対する議会の反発に対し知事は議会を解散した。ランドルフその時の議長だった。その後、ランドルフはウィリアムズバーグの酒場で元議員達を集めた会合を主宰し、イギリス政府により課された歓迎できない課税手段に対する対応を議論した。
ランドルフは第一次と第二次大陸会議の議長に選ばれた。これはバージニア植民地議会での指導力を買われたものであった。しかし、ランドルフは生きてアメリカの独立を見ることは無かった。ランドルフは1775年10月21日にフィラデルフィアで死去し、クライストチャーチに埋葬され、後にウィリアム・アンド・メアリー大学の礼拝堂に移された。
ノースカロライナ州ランドルフ郡はランドルフに因んで1779年に創られた。アメリカ海軍にはランドルフと言う名の艦船が2隻あった。その中の1隻は太平洋戦争で就役した航空母艦ランドルフである。
ランドルフの甥、エドムンド･ランドルフは初代アメリカ合衆国司法長官になった。ランドルフの妻はベンジャミン･ハリソン5世の姉妹である。ランドルフの従兄弟トマス・ジェファーソンは第3代アメリカ合衆国大統領になった。又従兄弟ジョン・マーシャルは第4代アメリカ合衆国最高裁長官となった。姪のルーシー・グリムズはバージニア州知事トマス・ネルソン・ジュニアと結婚した。その従兄弟がヘンリー・リー (3世)であり、その子が南軍の将軍ロバート・E・リーである。